# جاك بابينيه
جاك بابينيه (بالفرنسية: Jacques Babinet)‏ هو عالم رياضيات، وفزيائي، وفلكي فرنسي. والمعروف بإسهاماته في علم البصريات ولد جاكيه بابنيه في 5 أذار - مارس من سنة 1794 في لوزينيان (فيين)، فرنسا. في سنة 1814 تقاعد بابنيه من الجيش ليصبح بعدها أول بروفيسور للفيزياء في مدينة بواتييه ثم أصبح بعدها أستاذا للفيزياء بكلية سانت لويس في باريس وفي سنة 1840 انتخب بابنيه عضوا في أكاديمية العلوم قصر رويال. وكان جاكيه بابنيه أول من اقترح استخدام موجات الضوء لتوحيد القياسات. توفي جاكيه بابنيه في 21 تشرين الأول - أكتوبر من سنة 1872 في مدينة باريس.